# Alexandre Frémicourt-Lely
Alexandre-Désiré-Joseph Frémicourt, dit Frémicourt-Lely (18 juillet 1777, Cambrai - 9 mai 1869, Paris), est un homme politique français.

## Biographie
Propriétaire, il fut maire de Cambrai du 1er décembre 1810 à 28 octobre 1815. Il fut élu, le 12 mai 1815, comme représentant de l'arrondissement de Cambrai à la Chambre des Cent-Jours. Le 26 octobre 1818, il fut élu député du Nord, au collège de département. Frémicourt-Lély siégea parmi les défenseurs de la monarchie constitutionnelle et se représenta, le 13 novembre 1822, dans le 6e arrondissement du Nord, à Cambrai ; mais il échoua face à Cotteau. Il échoua encore aux élections du 25 février 1824, toujours face au même candidat. 
Partisan de la révolution de Juillet et du gouvernement de Louis-Philippe, Frémicourt-Lély devint maire de La Villette (Seine) et chevalier de la Légion d'honneur. Le 21 juin 1834, le 14e collège électoral de la Seine le nomma député. Il fit partie jusqu'en 1837 de la majorité ministérielle et vota notamment pour les lois de septembre 1835.

## Sources
- « Alexandre Frémicourt-Lely », dans Adolphe Robert et Gaston Cougny, Dictionnaire des parlementaires français, Edgar Bourloton, 1889-1891 [détail de l’édition]